# Gianfranco Zappettini

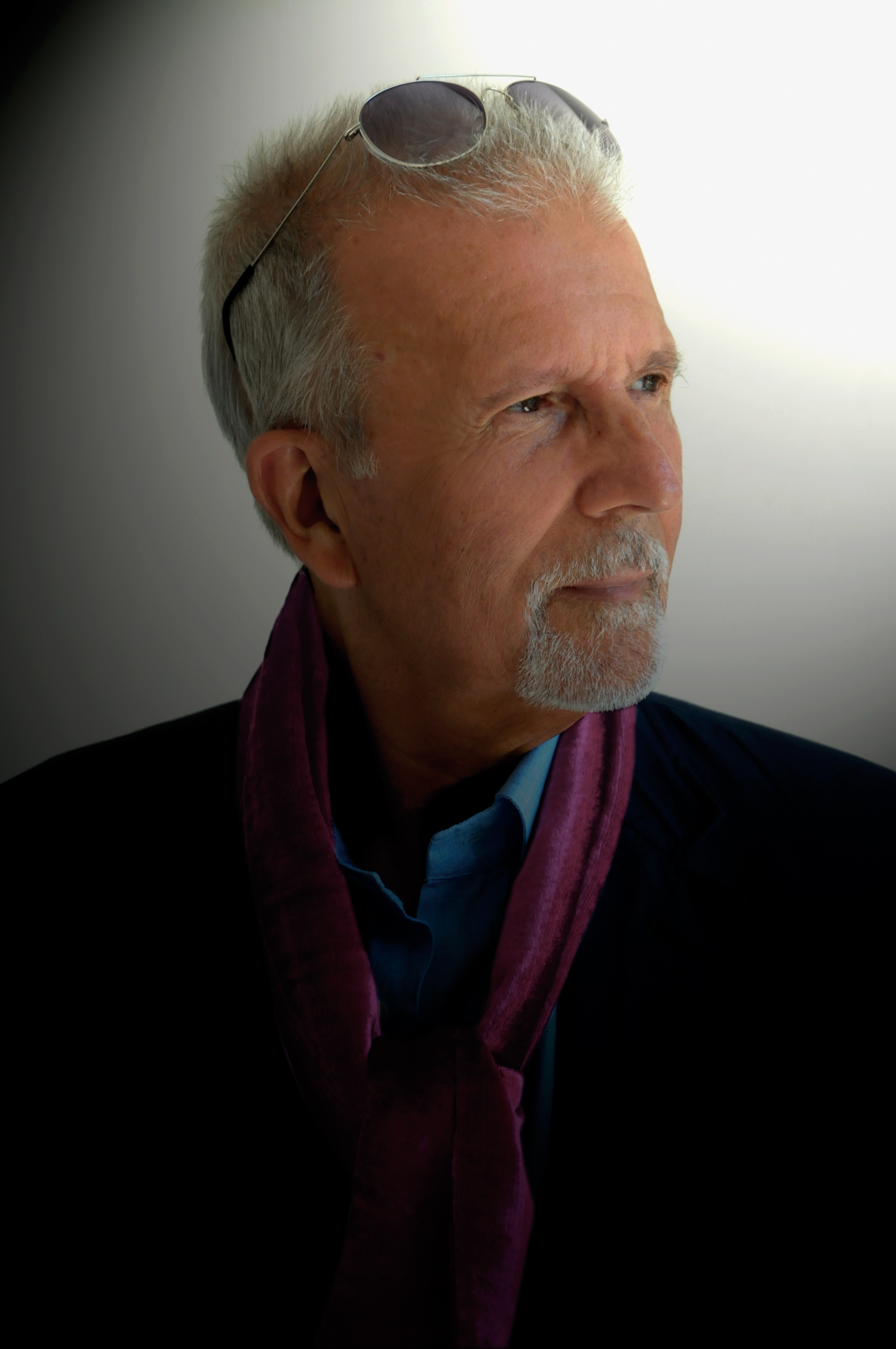
Gianfranco Zappettini (2010)

Gianfranco Zappettini (* 16. Juni 1939 in Genua) ist ein italienischer Maler.

## Leben und Werk
Gianfranco Zappettini ist 1939 in Genua geboren. Seine erste Soloausstellung fand 1962 im Palazzo Ridolfo e Giovanni Francesco Brignole Sale (Palazzo Rosso) in Genua statt. 1971 wurde Gianfranco Zappettini zur Ausstellung „Arte Concreta“ im Westfälischen Kunstverein in Münster, kuratiert von Klaus Honnef, eingeladen. Er nahm teil an den Ausstellungen „Tempi di percezione/Times of perception“, Livorno, 1973, „Un future possible. Nuova Pittura/A Possible Future–New Painting“, Ferrara, 1973, „Geplante Malerei“, Münster und Mailand 1974 und „Analytische Malerei“ in Düsseldorf, 1975,

„Aus der Einfachheit der Ausgangssituation geht nach den verschiedenen Interaktionsstufen ein komplexes malerisches Resultat hervor, in dem Dinge wie „Sensibilität“, „Transparenz“, „Farbe“, „Sinnlichkeit“, die traditionell der überkommenen Malerei zugeschrieben und daher abgelehnt werden, wieder zutage treten, jedoch nicht aufgrund einer vorher getroffenen ästhetischen Entscheidung, sondern als Ergebnisse des analytischen Prozesses.“

1977 wurde Gianfranco Zappettini zur documenta 6 in Kassel eingeladen. 1978 nahm er teil an der Ausstellung „Abstraction Analytique“ im Musée National d’Art Moderne in Paris. 2013 fand die Ausstellung „Erben–Viallat–Zappettini: tre maestri della pittura analitica europea / Erben–Viallat–Zappettini: three masters of the European analytical painting“ der MAAB Galerie in Mailand statt.